# Kimiko Hiroshige
Kimiko Hiroshige est une actrice américaine née le 3 juillet 1912 à Hilo dans les îles Hawaï (États-Unis), morte le 7 septembre 1989  dans le Comté de Los Angeles (Californie).

## Filmographie
- 1956 : Navy Wife : une femme
- 1956 : Le Tour du monde en 80 jours (Around the World in Eighty Days) : figuration
- 1981 : Honky Tonk Freeway de John Schlesinger : Mrs. Naguki
- 1982 : Blade Runner : la Cambodgienne
- 1987 : Steele Justice : la grand-mère
- 1988 : China Beach (TV) : la Vietnamienne